# Силантьев, Николай Андреевич
Николай Андреевич Силантьев (1922—1994) — командир стрелкового отделения, парторг роты 1124-го стрелкового полка, 334-й стрелковой дивизии 2-й гвардейской армии, красноармеец. Герой Советского Союза.

## Биография

### Ранние годы
Николай Андреевич Силантьев родился 1 мая 1922 в Майкопе в семье русского рабочего. Когда Силантьеву исполнилось 11 лет, умер его отец. Ещё через два года из-за материальных трудностей мальчик был вынужден оставить учёбу после пятого класса и податься на заработки. Сначала Силантьев работал в зеркальной мастерской артели «Пролетарий», затем — перекладчиком материалов на комбинате «Лесомебель». В марте 1940 года Силантьев уехал в Одессу, где стал трудиться учеником литейщика на кроватной фабрике.
В августе 1941 года Силантьев вернулся в Майкоп, где работал в Курджипском табаксовхозе, пока 18 октября того же года не был призван в ряды РККА.

### Участие в Великой Отечественной войне
В действующей армии Силантьев служил с 1 февраля 1942 года. В феврале 1942 года, находясь в составе 235-го запасного стрелкового полка, Николай Силантьев принял на Дону боевое крещение. В мае 1942 был ранен, а после выздоровления сражался в 394-й стрелковой дивизии миномётчиком 810-го стрелкового полка, который вёл ожесточённые бои на Клухорском перевале.
С переходом в наступление освобождал Кубань, но в марте 1943 года был повторно ранен. Вернувшись через два месяца, Силантьев воевал в 5-й гвардейской стрелковой бригаде в районе Крымской, стремясь прорваться к Новороссийску, но в июле 1943 года получил ещё одно ранение и был госпитализирован.
Вернулся Силантьев в боевой строй в сентябре 1943 года, получив назначение сапёром во взвод инженерной разведки 7-го гвардейского сапёрного батальона 2-й гвардейской Краснознамённой стрелковой дивизии, которая вела боевые действия по прорыву «Голубой линии» и освобождению Таманского полуострова. Силантьев особенно отличился в ходе Керченско-Эльтигенской десантной операции, которая началась в ночь на 1 ноября 1943 года. Одним из первых форсировав пролив и выполняя задачу по инженерному обеспечению наступления стрелковых подразделений при захвате и расширении плацдарма на Керченском полуострове, Силантьев за образцовое выполнение боевых заданий был награждён орденом Красной Звезды и принят кандидатом в члены Коммунистической партии. За время боевых действий на Керченском полуострове Силантьев участвовал в 2-х разведках боем и совершил 23 вылазки за передний край вражеской обороны, проделывая проходы в проволочных заграждениях и минных полях и собирая разведданные об укреплениях противника.
Силантьеву не раз приходилось в ходе боёв брать в руки автомат и ходить в атаки с пехотинцами или действовать в отряде заграждения, как это было, например, при наступлении на село Глейки. Когда гитлеровцы перешли в контратаку, он смело маневрировал на поле боя и уничтожил 4-х гитлеровцев. А когда советские подразделения перешли в наступление, и их путь преградил дзот, Силантьев скрытно подобрался к нему с тыла и забросал его гранатами.
С переходом советских войск в Крыму в апреле 1944 года в наступление 2-я гвардейская дивизия продвигалась в направлении Севастополя, освобождая Алушту, Ялту и штурмуя Сапун-гору. В ходе этих боёв, Силантьев проделал десятки проходов в минных полях и проволочных заграждениях, сняв и обезвредив до 200 вражеских мин.
Через месяц после того, как Крым был очищен от врага, фронтовая судьба привела Силантьева в Литву. 2-я гвардейская дивизия в составе 2-й гвардейской армии была переброшена на 1-й Прибалтийский фронт и принимала участие в июле 1944 года в Шяуляйской, а в октябре — в Мемельской наступательных операциях, в ходе которых группа армий «Север» была отсечена от Восточной Пруссии и блокирована в Курляндии.
Сопровождая стрелковые подразделения при прорыве обороны противника в районе литовского села Иозефово Расейняйского района 5 октября 1944 года, Силантьев первым ворвался в траншею противника, огнём своего автомата уничтожив фашиста. При дальнейшем продвижении вглубь обороны противника, идя в первых рядах наступающих, он обнаружил минное поле и проволочное заграждение типа спираль Бруно. Под огнём противника Силантьев, ползая по земле, в течение часа обезвредил 36 мин и, проделав проход в проволочном заграждении, дал возможность ротам возобновить наступление. За проявленное мужество он был награждён орденом Славы 3-й степени.
В декабре 1944 года 2-я гвардейская дивизия, переброшенная в составе 2-й гвардейской армии на 3-й Белорусский фронт, вступила на территорию Германии и вела бои по разгрому противника в Восточной Пруссии. В одном из боёв Силантьев получил четвёртое ранение и убыл в госпиталь.
После выздоровления в свою дивизию он не вернулся. Его направили в 1124-й стрелковый полк 334-й стрелковой Витебской дивизии. В полк Силантьев прибыл в составе пополнения в ночь на 7 марта 1945 года, а на рассвете начался бой. 1-му батальону, в котором он служил, было приказано овладеть господствующей высотой, превращённой гитлеровцами в укреплённый опорный пункт.
Атака началась после непродолжительной артиллерийской подготовки, но, встреченные сильным огнём вражеской артиллерии, «фердинандов» и пулемётов, подразделения батальона были вынуждены залечь и окопаться. В этой критической ситуации Силантьев под огнём вражеских пулемётов с рядовым Шевченко по-пластунски начал продвигаться к высоте, поставив себе задачу уничтожить левофланговый пулемёт. Забравшись выше капонира, Силантьев броском противотанковой гранаты уничтожил пулемётную точку, после чего взял в плен 7 немецких солдат во главе с офицером.
Противник, обнаружив Силантьева, открыл интенсивный огонь. Но, несмотря на это, отважный боец установил на обратных скатах высоты в одном из окопов немецкий пулемёт и, организовав с Шевченко круговую оборону, просидел до наступления сумерек, находясь, по существу, между двух огней. Когда стемнело, Силантьев вернулся в расположение батальона и привёл с собой пленных. За проявленные отвагу и инициативу Силантьев был удостоен благодарности от командира полка, выдвинут на должность командира отделения и назначен парторгом роты.
13 марта 1945 года в бою за посёлок Хермсдорф (ныне посёлок Пограничный, Багратионовский район, Калининградская область) Силантьев под огнём противника первым поднялся в атаку и ворвался во вражескую траншею. Воодушевленные его личным примером, красноармейцы бросились на штурм вражеской обороны, выбив противника с рубежа. Сам Силантьев в том бою гранатами и в рукопашной схватке уничтожил 15 немцев. Также Силантьев сумел уничтожить мешавшую продвижению роты пулемётную точку противника. Когда из строя вышли командир и офицеры роты, красноармеец Силантьев принял на себя командование и умелым манёвром зашёл в тыл противника, атаковав немецкие орудийные расчёты. Ротой под командованием Силантьева было захвачено три артиллерийских орудия и два миномёта, а противник был выбит из Хермсдорфа.
Указом Президиума Верховного Совета СССР от 19 апреля 1945 года за образцовое выполнение заданий командования в борьбе против
немецко-фашистских захватчиков и проявленные при этом мужество и героизм Силантьеву Николаю Андреевичу было присвоено звание Героя Советского Союза с вручением Ордена Ленина и медали «Золотая Звезда».
Н. А. Силантьев встретил День Победы на берегах Балтики в районе залива Фришес-Хафф. Через полтора месяца в составе сводного полка 3-го Белорусского фронта он принял участие в параде Победы на Красной площади.

### После войны
В 1945 году гвардии старший сержант Силантьев был демобилизован и вернулся в Майкоп. Работал контролёром на Майкопском мебельно-деревообрабатывающем объединении «Дружба».
22 февраля 1994 года Николай Андреевич Силантьев скончался.
Похоронен в Майкопе на аллее Славы.

## Награды
- Медаль «Золотая Звезда»;
- орден Ленина;
- орден Красной Звезды;
- орден Отечественной войны I степени;
- орден Отечественной войны II степени;
- орден Славы III степени;
- медаль «В ознаменование 100-летия со дня рождения Владимира Ильича Ленина»;
- медаль «За победу над Германией в Великой Отечественной войне 1941—1945 гг.» (9 мая 1945[3]);
- юбилейная медаль «Двадцать лет Победы в Великой Отечественной войне 1941—1945 гг.» (7 мая 1965[4]).

## Память

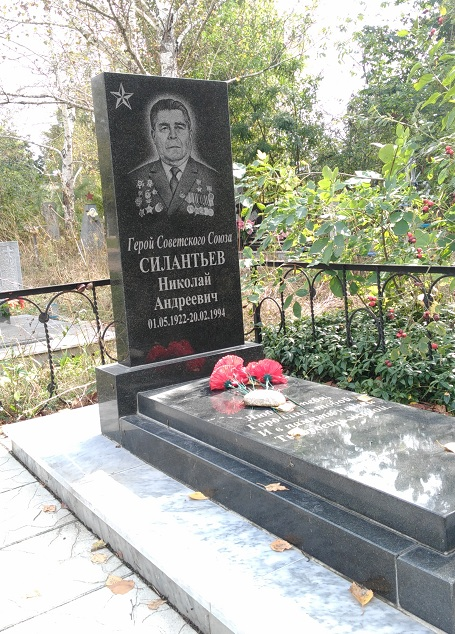
Силантьев Николай. Надгробный памятник, Майкоп, Аллея Славы

- Имя Героя высечено золотыми буквами в зале Славы Центрального музея Великой Отечественной войны в Парке Победы города Москвы.
- На могиле установлен надгробный памятник.
- На доме, где жил Герой, установлена мемориальная доска.